# أكيليل إسباني
إكيليل إسباني (الاسم العلمي:Coronilla hispanica) هي نوع غير مؤكد من النباتات يتبع جنس الإكيليل من الفصيلة البقولية.